# Джордан, Джессика
Джессика Энн Джордан Бёртон (Йессика Йордан, исп. Jessica Anne Jordan Burton; родилась 6 мая 1984) — боливийско-британская политическая деятельница, модель и победительница конкурсов красоты, получившая титул «Мисс Боливия 2007» и представлявшая Боливию на конкурсе «Мисс Вселенная 2007» в Мехико. Занимала должность консула Боливии в Нью-Йорке (США) с 17 апреля 2014 по 20 октября 2017 года.

## Биография

### Семья и модельная карьера
Джордан — единственный ребёнок отца-англичанина, инженера-нефтяника Эндрю Кейта Джордана и матери-боливийки ирландского-шотландского происхождения Аиды Бёртон. В раннем возрасте переехала из Великобритании в муниципалитет Уакарахе в департаменте Бени. Помимо Боливии, она также жила в Англии, Шотландии, США и Бразилии. В юности она очень интересовалась спортом и путешествиями, и ее мать беспокоилась, что её поведение слишком «пацанское» и недостаточно «девичья».

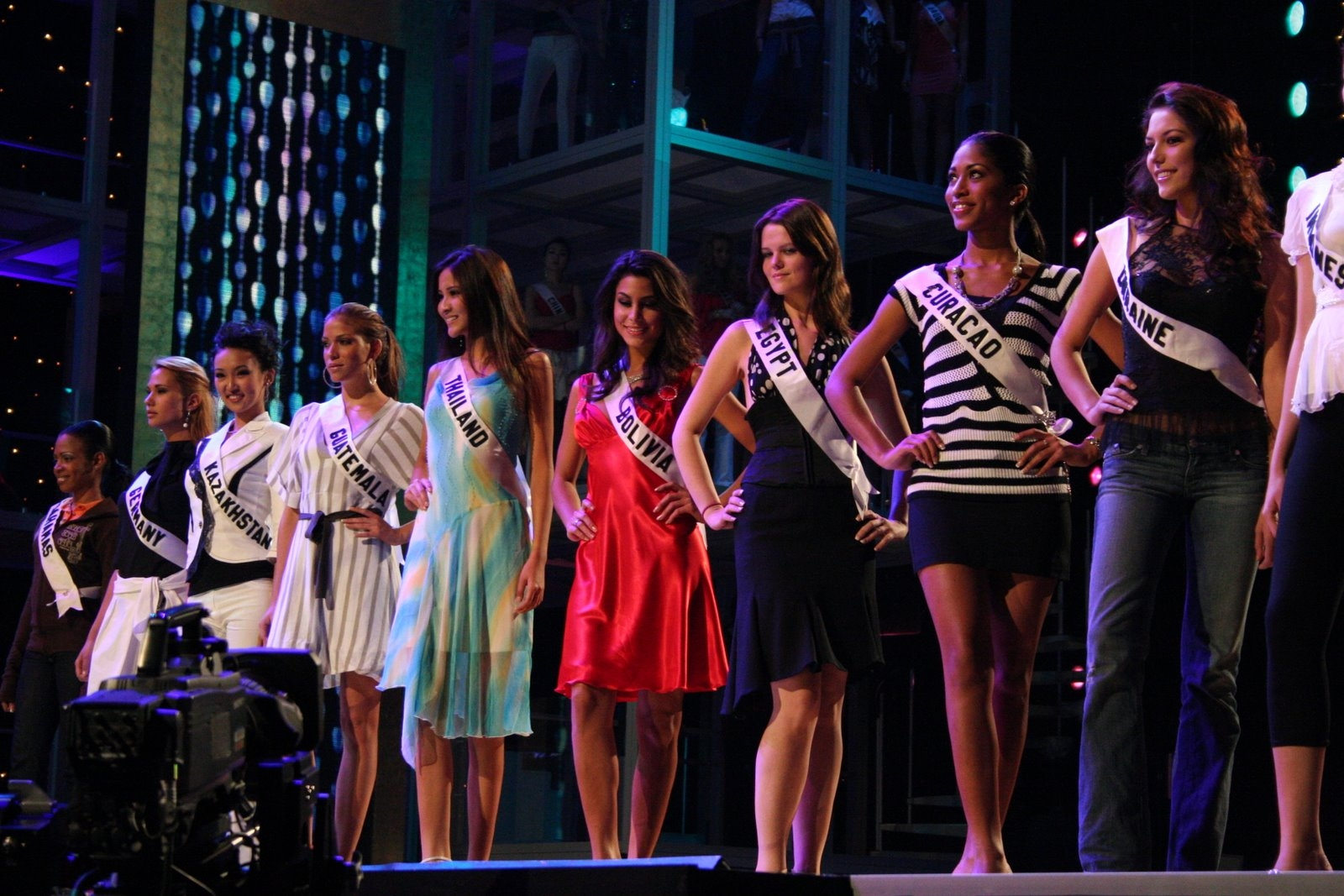
Джессика Джордан (в центре) на «Мисс Вселенная 2007»

Примерно в 16 лет мать записала её на модельные курсы, очень понравившиеся Джессике. В результате она продолжила участвовать в многочисленных конкурсах моды в Европе, Азии, США и Мексике, а также добилась успеха на многих конкурсах красоты, включая победа на Miss Mundo Latina в Майами в 2003 году. Она сменила Дезире Дюран, выигравшую титул «Мисс Боливия» в 2005 году, когда Джордан победила на конкурсе «Мисс Вселенная Боливия» в 2006 году.
Кроме того, в 2008 году она была удостоена короны Международной кофейной королевы (Reina Internacional del Café) — первой высшей награды для Боливии за более чем 30 лет участия в этом конкурсе. 9 марта 2009 года Джессика появилась на боливийском телевидении в качестве соведущей (вместе с журналисткой Сиси Аньес) ночной программы «No Mentiras» на канале Red PAT.

### Политическая деятельность

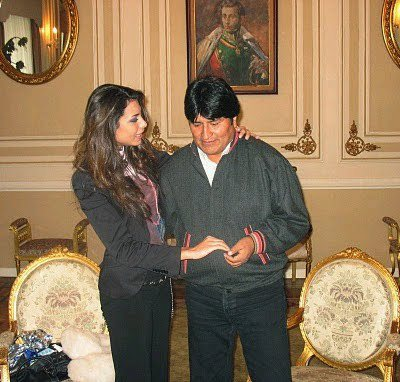
Джессика Джордан во Дворце Кемадо во время своей первой встречи с президентом Боливии Эво Моралесом 26 апреля 2007 года накануне поездки на «Мисс Вселенная 2007».

Джордан унаследовала интерес к политике от своей матери и заявляла, что всегда хотела помочь своей стране. Её титул на конкурсе дал ей возможность встретиться с влиятельными людьми, включая президента страны Эво Моралеса. Президент Моралес предложил ей баллотироваться на пост губернатора в округе Бени, в котором президентская партия «Движение к социализму» (MAS) ранее проиграла с перевесом в 25 000 голосов. Она проиграла, но набрала более 40 % (около 60 000 голосов), существенно сократив разрыв и уступив только на 2900 голосов Эрнесто Суаресу Саттори.
После выборов президент пригласил Джордан стать представителем Агентства по развитию макрорегионов и приграничных зон (Agencia de las Macrorregiones y Zonas Fronterizas; ADEMAF) в Бени. 29 сентября 2012 года MAS повторно выдвинула её кандидатом на пост губернатора департамента Бени на внеочередных выборах 2013 года. Она потерпела поражение от Кармело Ланса из партии «Бени прежде всего», победившего уже в первом туре с 52,27 % голосов против 44,35 % (60 382) у Джордан.
17 апреля 2014 года Джордан была назначена новым генеральным консулом Боливии в Нью-Йорке. В октябре 2016 года она вышла замуж за строительного бизнесмена Бениано Хуана Себастьяна Атилио Пас Куайно, через год после свадьбы ушла в отставку с консульской должности по семейным обстоятельствам, а в 2019 году развелась. Стала исполнительным вице-президентом Entel, крупнейшей телекоммуникационной компании Боливии. В 2020 году пережила ряд политических преследований при временном президентстве Жанин Аньес, пытавшейся отправить Джессику Джордан в тюрьму.
За время своих предвыборных кампаний Джессике Джордан удалось стать одной из первых женщин, попытавшихся достичь высоких постов губернатора одного из департаментов Боливии. С неё началась традиция, когда боливийские модели, представлявшие Боливию на конкурсах красоты, занимали политические посты внутри партии Движение к социализму (MAS), например Муриэль Крус Кларос, Йохана Вака Гусман, Паола Кирога Гарси, Сусана Вака, Жаклин Мендьета, Эва Умерес, Глейзи Ногер.